# Deutscher Evangelischer Kirchentag 2009

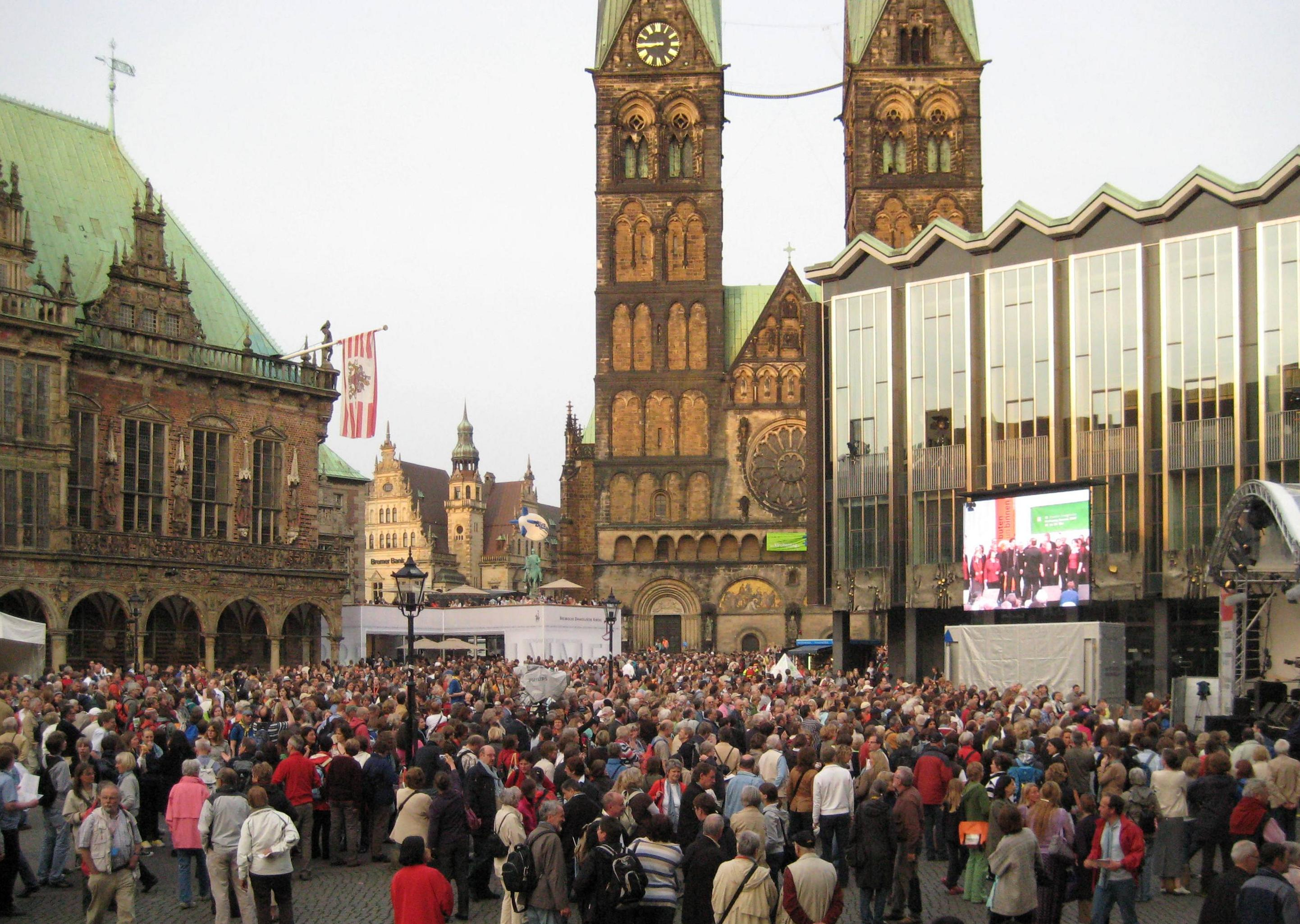
„Abend der Begegnung“ auf dem Bremer Marktplatz

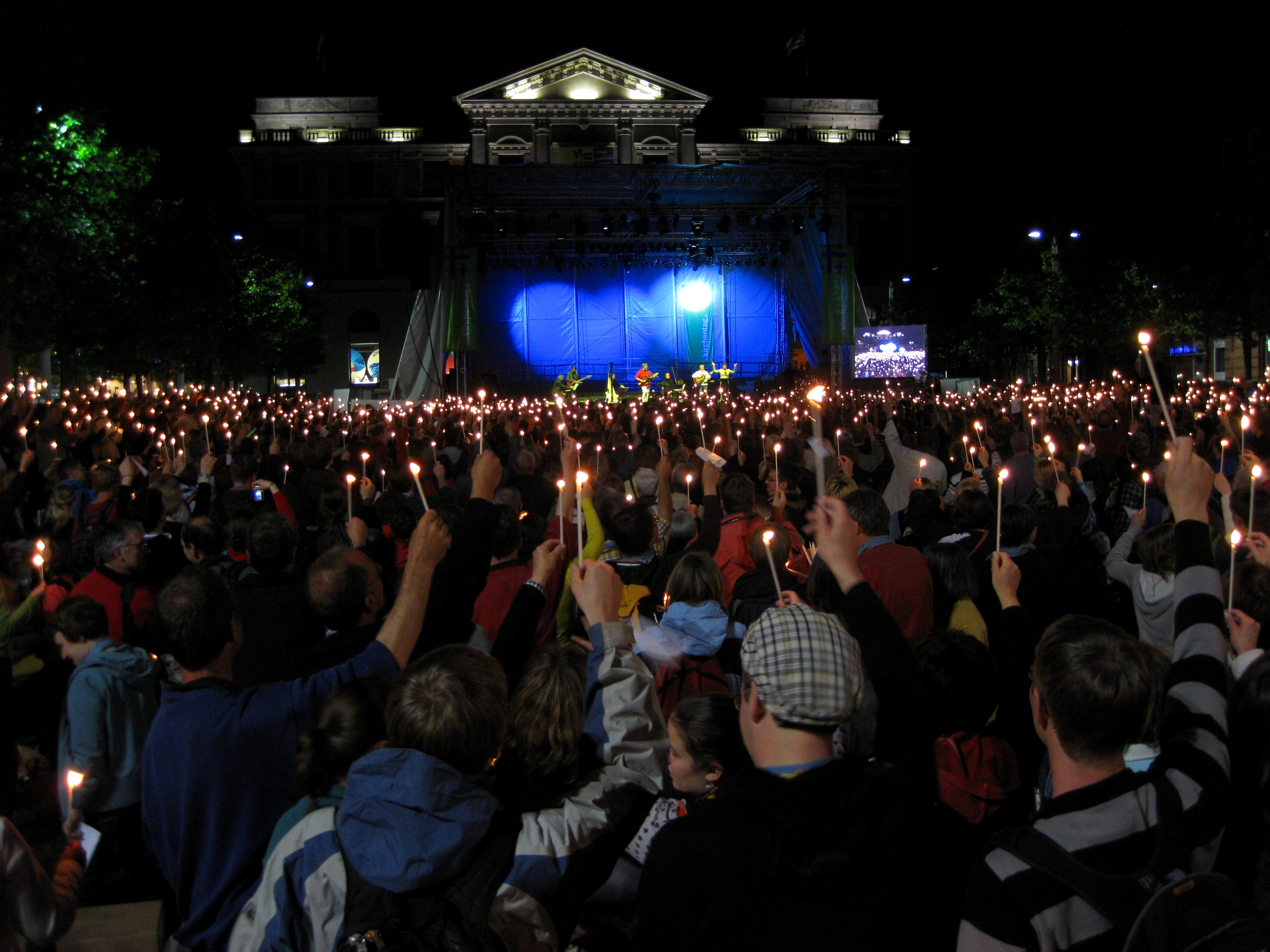
Abendsegen vor dem Überseemuseum

Gefaltetes Papierschiff, Symbol des Eröffnungsgottesdienstes und des Abends der Begegnung

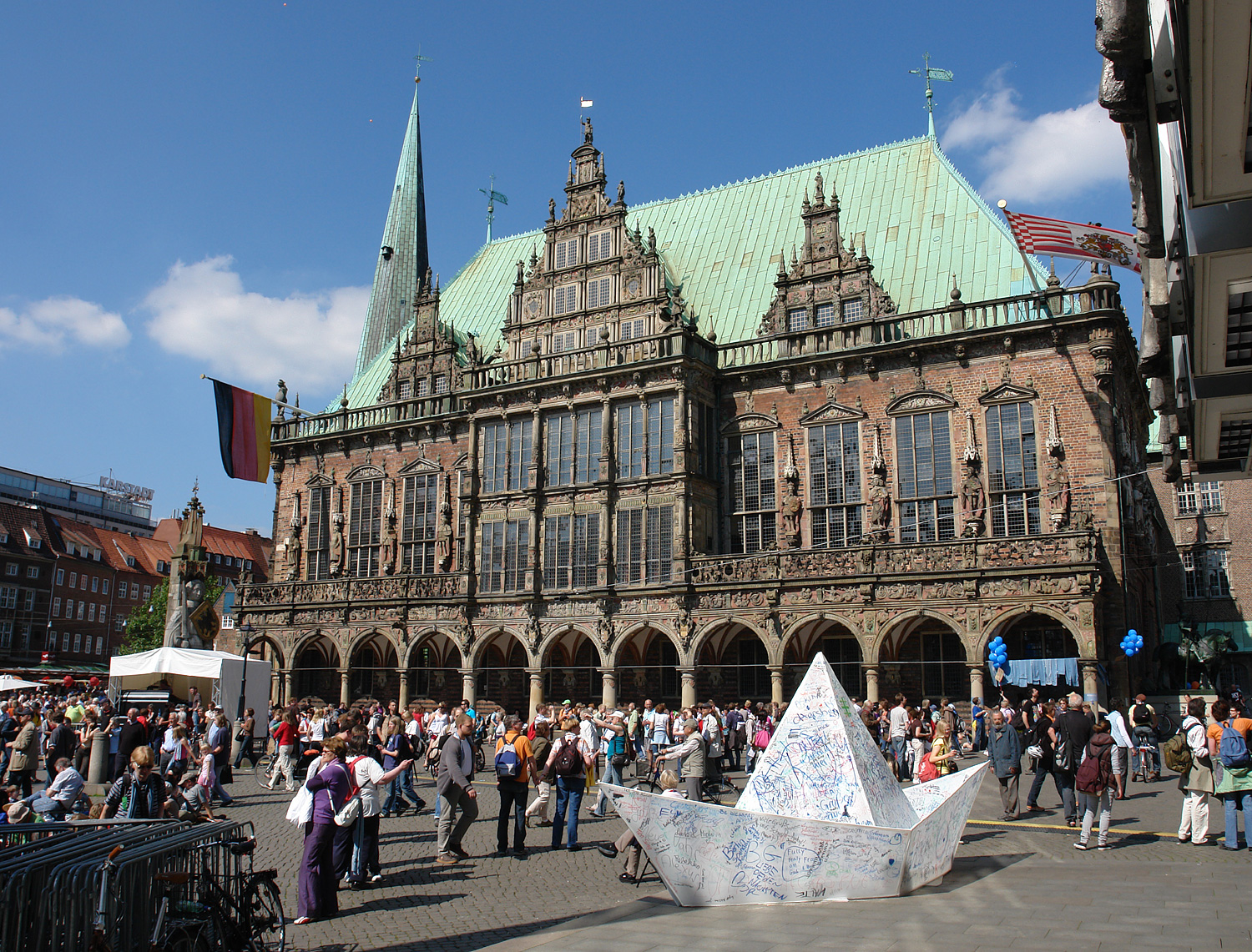
Stilisiertes Papierschiff auf dem Bremer Markt

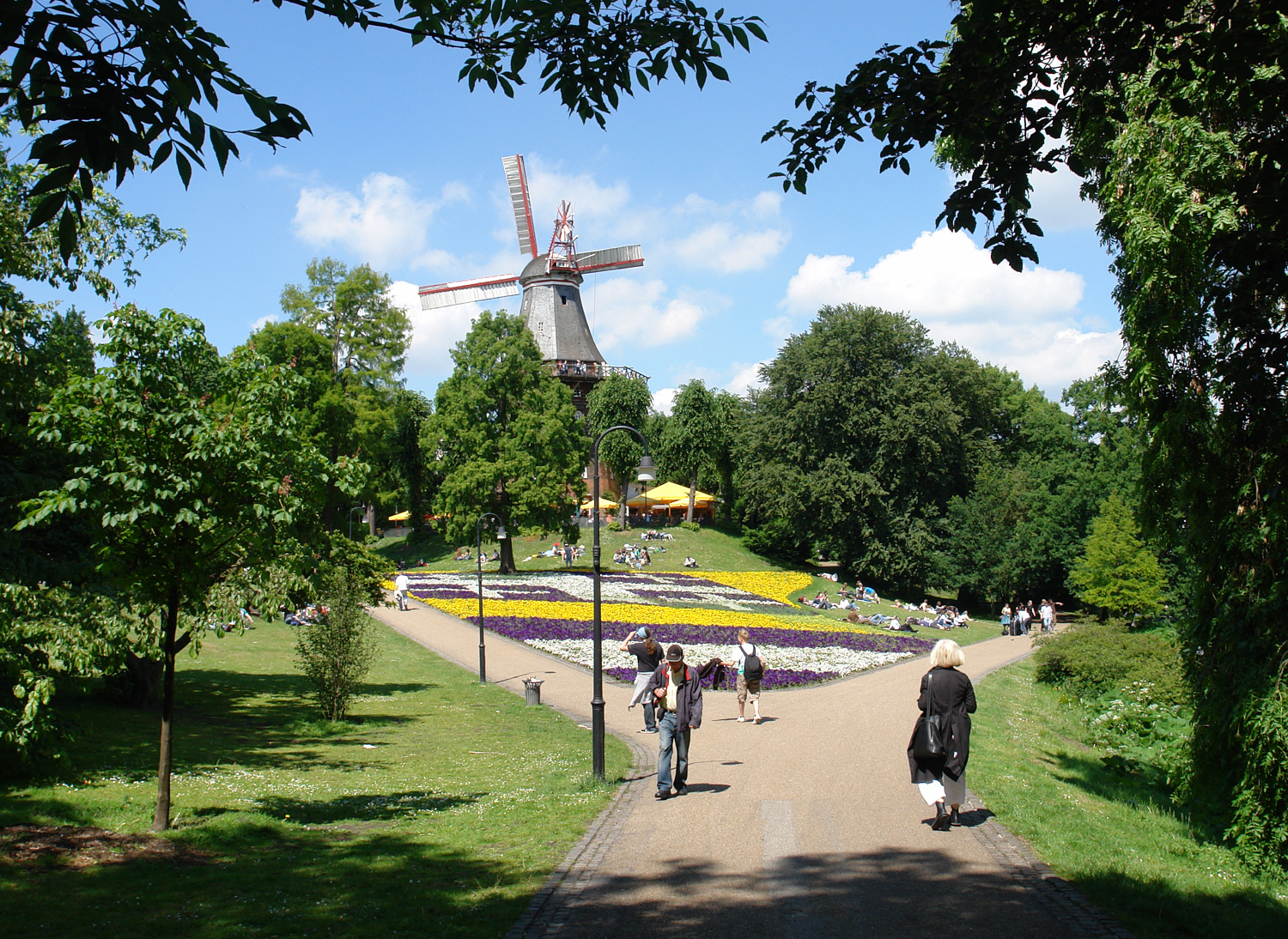
Blumenschmuck mit dem Symbol des Kirchentages vor der Mühle in den Wallanlagen

Der 32. Deutsche Evangelische Kirchentag (DEKT) fand vom 20. bis 24. Mai 2009 in Bremen statt. Die Losung für den Kirchentag lautete „Mensch, wo bist du?“ (1 Mos 3,9 ).
Gastgeberin war die Bremische Evangelische Kirche (BEK) in Zusammenarbeit mit der Evangelisch-reformierten Kirche (Leer), der Evangelisch-Lutherischen Kirche in Oldenburg und der Evangelisch-lutherischen Landeskirche Hannovers.
Das Mottolied des DEKT 2009 wurde von den Wise Guys geschrieben und trägt den Titel Mensch, wo bist du?. Die A-cappella-Gruppe war 2007 bereits für das Lied zum 31. DEKT, Lebendig und kräftig und schärfer, verantwortlich.
Der Anstoß, den 32. Kirchentag in Bremen zu veranstalten, war von dem früheren Bremer Bürgermeister Henning Scherf ausgegangen. Auf seiner Sitzung im Mai 2006 beschloss das Parlament der Bremischen Evangelischen Kirche, das ebenfalls den Namen Kirchentag trägt, dieser Anregung zu folgen, und ausrichtende Landeskirche zu werden.
32. Deutscher Evangelischer Kirchentag ist auch der Name des voraussichtlich bis Juni 2015 bestehenden Vereins, der eigens zur Vorbereitung und Durchführung des Kirchentags in Bremen gegründet worden war.

## Der Kirchentag 2009

### Eröffnung
Der Kirchentag wurde am 20. Mai 2009 um 18 Uhr mit drei parallel gefeierten Eröffnungsgottesdiensten auf der Bürgerweide, dem Marktplatz und am Weserufer (Osterdeich) eröffnet. Der von Phoenix live übertragene Gottesdienst auf der Bürgerweide bezog die Kirchentagslosung nicht auf den Sündenfall (1 Mos 3 ), sondern auf Jona. Dessen Seereise wurde durch ein überdimensioniertes Papierschiff dargestellt, das sich durch die Teilnehmer bewegte. Das Falten von Papierschiffen wurde auf dem Abend der Begegnung und bis zum Abschlussgottesdienst noch häufiger aufgegriffen.
Im Anschluss daran begrüßten die während des Gottesdienstes auf der Bürgerweiden-Bühne anwesenden Spitzenpolitiker – Bundespräsident Horst Köhler, Bürgermeister Jens Böhrnsen und Außenminister Frank-Walter Steinmeier – sowie Franz-Josef Bode, der katholische Bischof von Osnabrück, rund 40 Minuten lang mit Ansprachen die Besucher.

### Abend der Begegnung
Parallel dazu begann um 19 Uhr das Straßenfest Abend der Begegnung. Zu dieser kostenlosen öffentlichen Veranstaltung mit Genre-Programm auf elf Bühnen in der Bremer Innenstadt, in den Wallanlagen sowie an der Schlachte und an der Weser kamen rund 300.000 Menschen. Für die Versorgung der Gäste mit alkoholfreien Getränken und den unterschiedlichsten meist „ökofairen“ Gerichten waren ca. 280 Verpflegungsstände eingerichtet, welche von Kirchengemeinden und Organisationen aus der Region angeboten wurden. Beim Abend der Begegnung fanden etwa 100 Aktionen zum Mitmachen statt.
Top-Act im Bühnenprogramm war mit einem Soul-Pop-Konzert die Echopreisträgerin Stefanie Heinzmann auf der Bühne am Weserufer. Weitere Anziehungspunkte im Programm waren Bühnen für afrikanische Traditionals und Gospel, Klassik, Weltmusik, Big-Band, Sea-Songs, eine Bühne für Kinder und eine Kulturmeile mit Bands aus Nordwest-Deutschland.
Der Abend schloss in Einkehr in einem Lichtermeer aus 150.000 Kerzen und mit einem Abendsegen von allen Bühnen. Dieser wurde parallel gesprochen u. a. von führenden Geistlichen der EKD, darunter Margot Käßmann (Landesbischöfin der Evangelisch-lutherischen Landeskirche Hannovers), Jan Janssen (Bischof der Evangelisch-Lutherischen Kirche in Oldenburg), Renke Brahms (Schriftführer der Bremischen Evangelischen Kirche) und Jann Schmidt (Kirchenpräsident der Evangelisch-reformierten Kirche). Der Segen mündete in das von Rochus Aust komponierte Chorprojekt Von Booten und Bäumen. Es sangen etwa 1500 Chorsänger auf 40 Schiffen auf der Weser, in 30 Kanus und auf 77 Schaukeln in Bäumen in den Wallanlagen. Die Bühnen waren mit Solisten einbezogen, sodass die Komposition im gesamten Veranstaltungsgelände erlebbar werden sollte.

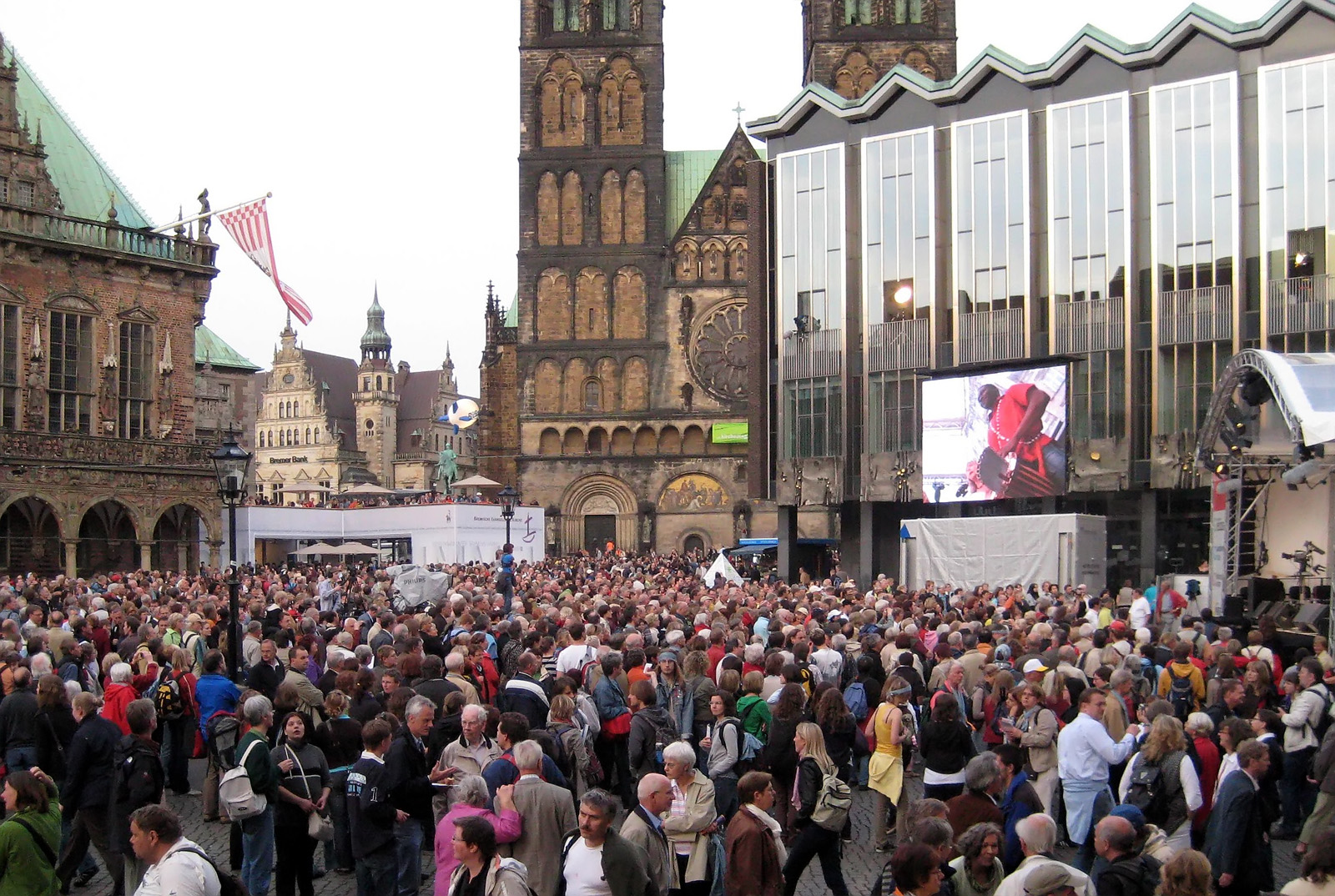
Gospel- und Spirituals-Konzert auf dem Bremer Marktplatz
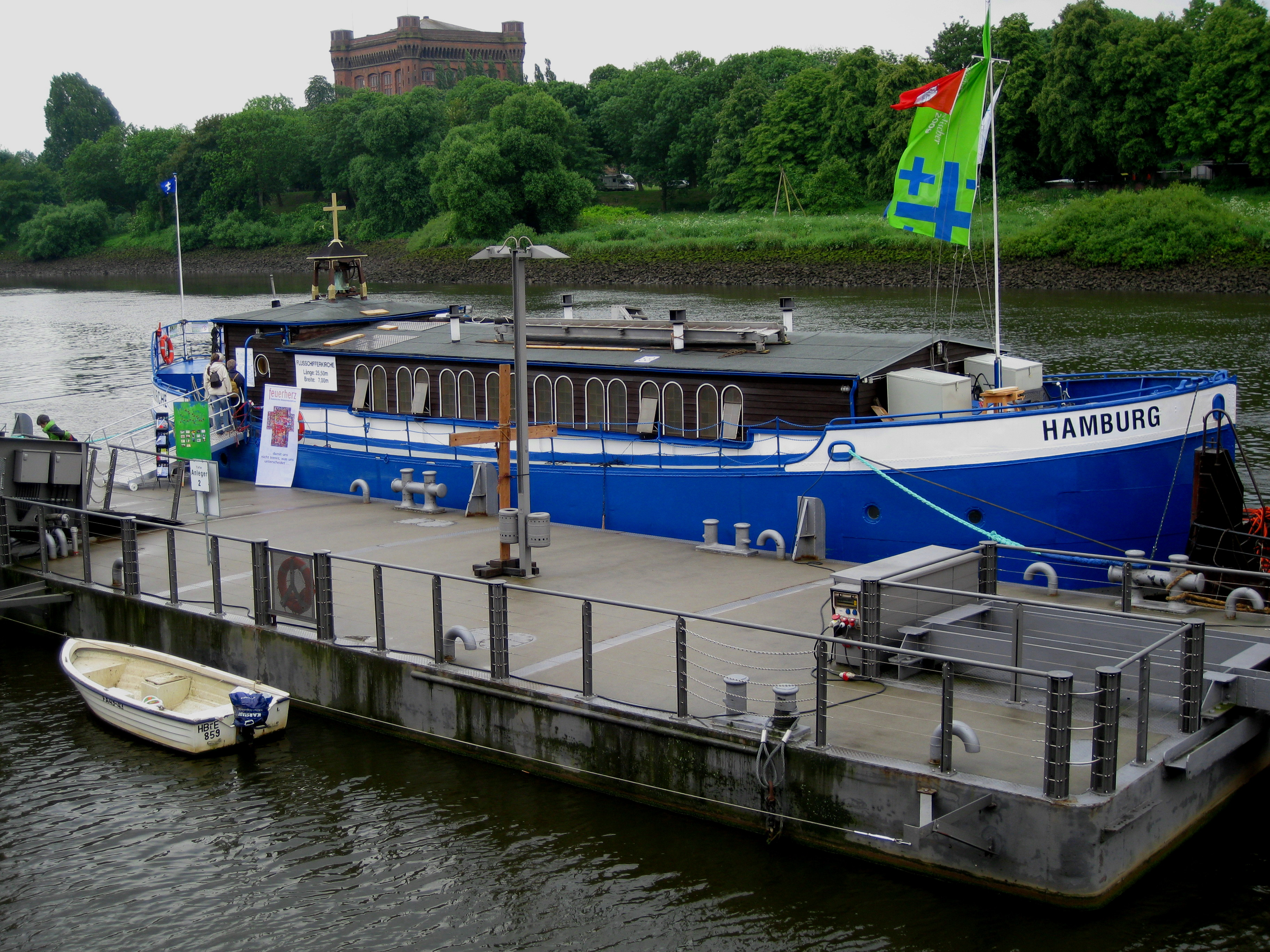
Binnenschiff Flussschifferkirche aus Hamburg am Schlachte-Anleger
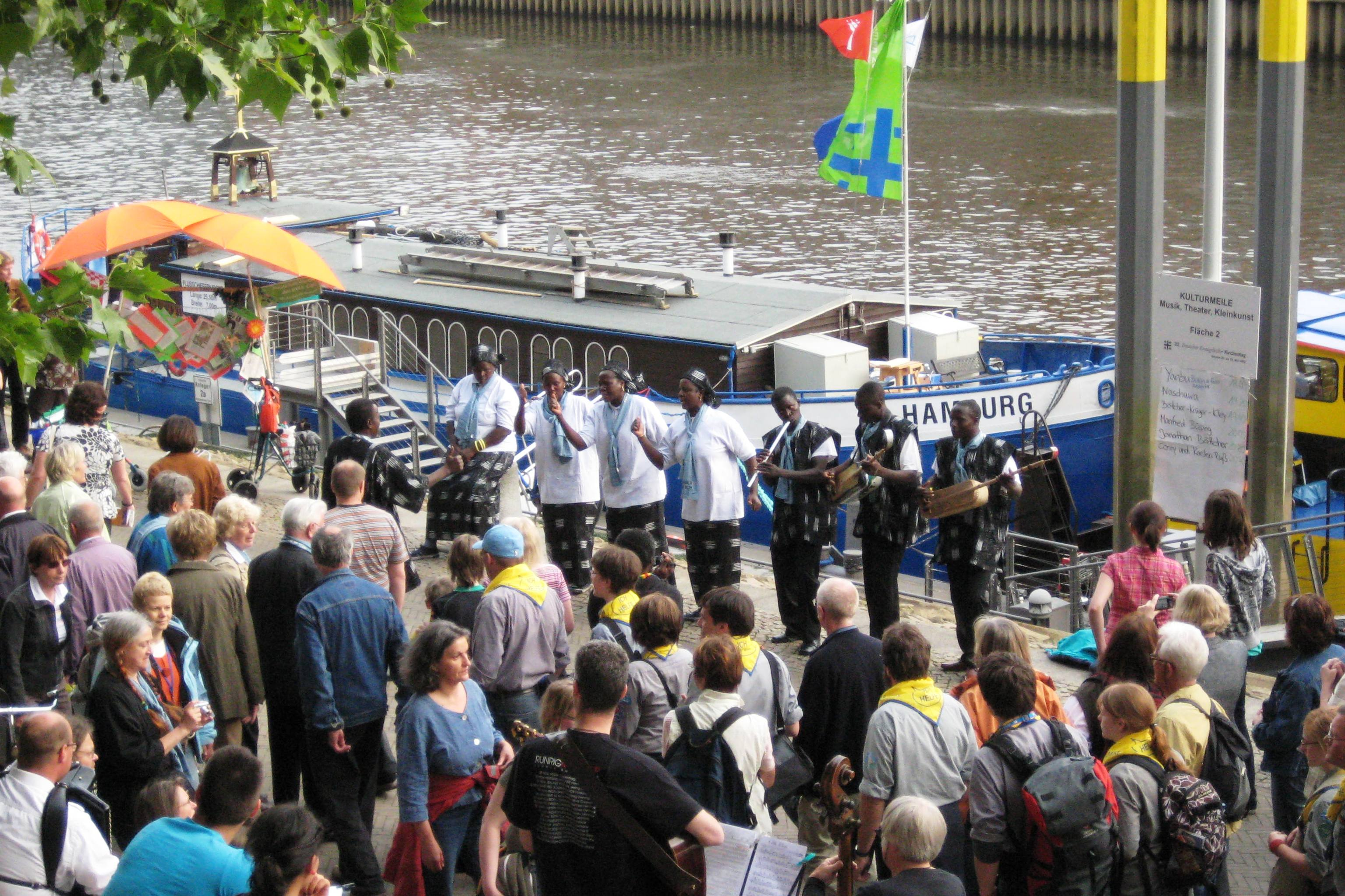
Musikgruppe auf der Schlachte-Promenade an der Weser
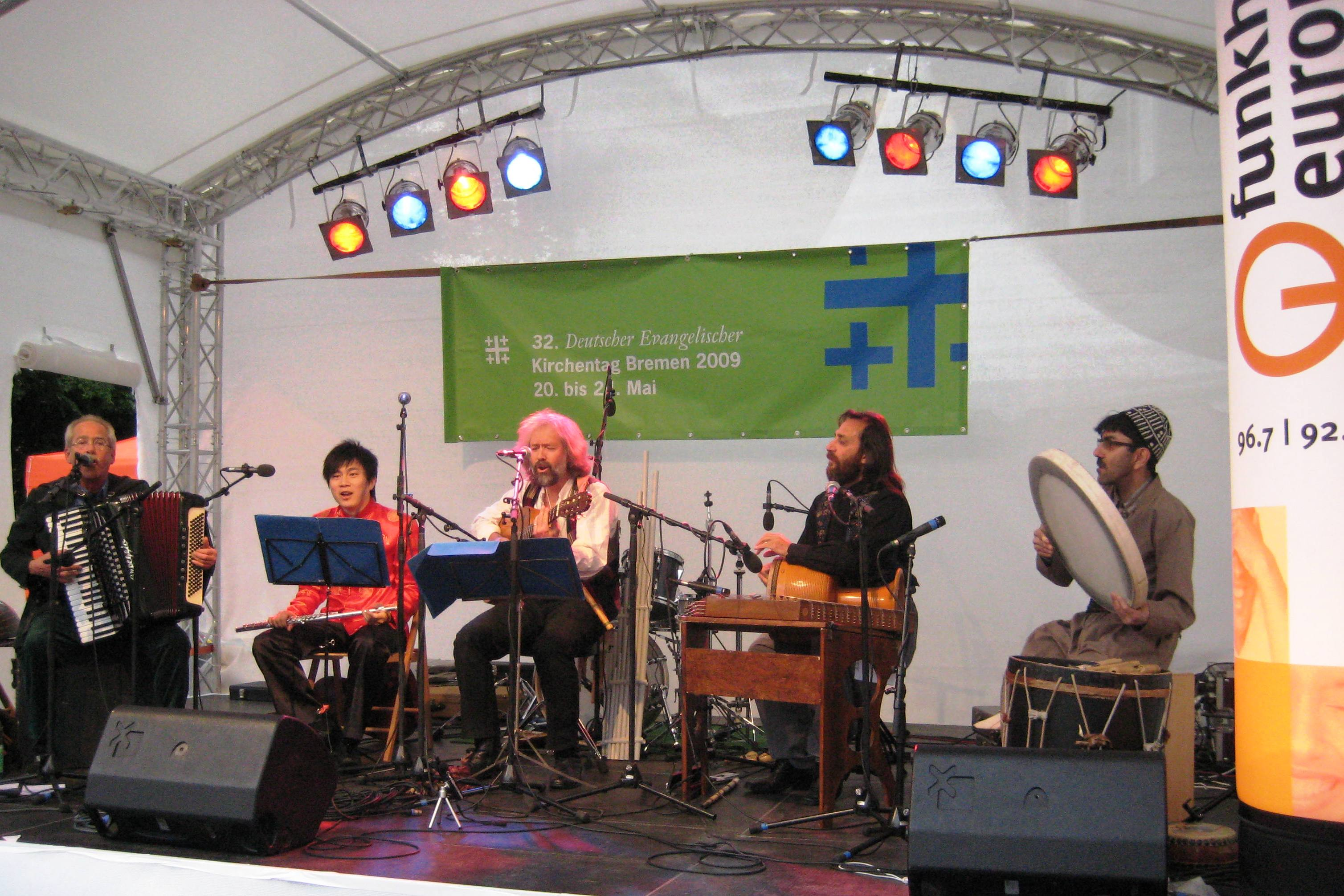
Bremer Stadtimmigranten Orchester (in kleiner Besetzung)

### Veranstaltungen und Mitwirkende
Seit Mitte März 2009 lag das rund 3.000 Veranstaltungen umfassende Programm des Kirchentages vor. Für den Bereich Bremen-Nord sowie für Bremerhaven gab es je eigene Programmhefte.
Große Teile der thematischen Angebote waren den drei Themenbereichen „Horizonte des Glaubens“, „Perspektiven für die Gesellschaft“ und „Chancen für die Welt“ zugeordnet. Daneben gab es zahlreiche Open-Air-Veranstaltungen, etwa den „Kirchentag der Schiffe“, sowie weitere Podien und Zentren, beispielsweise das „Zentrum Homosexuelle und Kirche“, das „Plattdeutsche Zentrum“ oder das „Zentrum Studierende für Eine Welt“.
Neben den evangelischen und katholischen Kirchen Bremens luden im Zeichen des Interreligiösen Dialogs auch die Mevlana-Moschee Bremen und die Synagoge in Bremen-Schwachhausen zu Veranstaltungen ein. Interreligiös war auch die „Schöpfungsfeier der Religionen“ im Programm der Evangelischen Studierendengemeinde Bremen, an deren Liturgie Vertreter des Hinduismus, Islam, Christentum und der Adivasi beteiligt waren. Bis zu 8.000 Kirchentags-Teilnehmer sollen dem katholischen Bekenntnis angehören. Zentrum der Veranstaltungen, die nach einer Einschätzung von Thomas Schiller, dem Chefredakteur des Evangelischen Pressedienstes (epd) die ganze Stadt erfassten, war das Bremer Messezentrum um die Bürgerweide, unmittelbar neben dem Hauptbahnhof.

### Abschlussgottesdienst
Der Abschlussgottesdienst am 24. Mai 2009 stand unter dem Motto „Hoffnung, die in euch lebt“ (1 Petr 3,15 ) mit dem Bibeltext aus dem 1. Petrusbrief, 1 Petr 3,9–17 . Dieser Text wurde zunächst vom gehörlosen Gebärdenkünstler Jürgen Endress in einer künstlerischen Abwandlung der Gebärdensprache dargestellt. Zum Abendmahl teilten viele hundert Helfer, erneut gekennzeichnet durch Papierschiffchen, Brot und Saft an die Teilnehmer aus.
Die musikalische Leitung des Abschlussgottesdienstes hatte Ralf Grössler, Kreiskantor an der Alexanderkirche (Wildeshausen), der mit dem 65-köpfigen Gospelchor „Joyful Voices“ und „The Symphonic Gospel Orchestra“ erstmals einen großen Chor mit sinfonischem Orchester auf die Bühne eines Abschlussgottesdienstes brachte.
Zu diesem Gottesdienst versammelten sich etwa 100 000 Kirchentagsbesucherinnen und -besucher auf der Bürgerweide.
Er wurde live in der ARD übertragen.

## Organisation und Umsetzung

### Geschichte

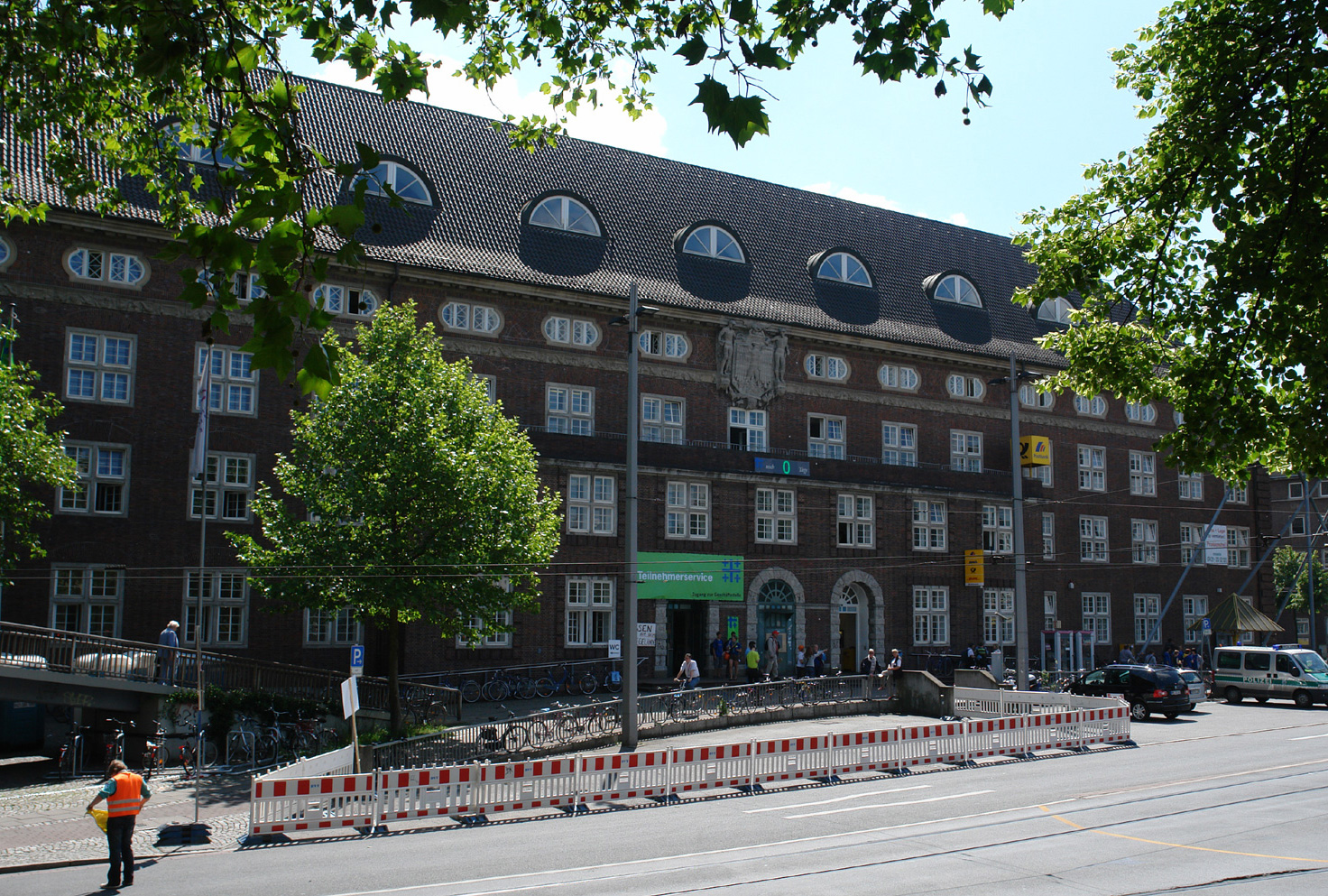
Die Geschäftsstelle des 32. Deutschen Evangelischen Kirchentages im ehemaligen Hauptpostamt 5

Im Januar 2005 wurde vom Präsidium des Deutschen Evangelischen Kirchentages in Hannover beschlossen, dass der 32. Deutsche Evangelische Kirchentag in Bremen stattfinden soll. Die Einladung nach Bremen erfolgte zum Abschluss des letzten Kirchentags, dem 31. Evangelischen Kirchentag in Köln. Im September 2006 wurde ein Projektbüro in Bremen eröffnet, das erste Vorbereitungen für die gastgebenden Landeskirchen koordinierte und als Ansprechpartner für die Gemeinden und Einrichtungen im Bremer Raum diente. Dieses Büro ging im Dezember 2007 in der Geschäftsstelle des 32. Deutschen Evangelischen Kirchentages auf. Sie organisierte und koordinierte den Kirchentag.

### Verantwortliche Personen
Die Präsidentin des 32. Kirchentags war die Ethnologin und amtierende (parteilose) Hamburger Kultursenatorin, Karin von Welck, mit ihr zusammen bildeten den Präsidiumsvorstand des DEKT 2009 Eckhard Nagel, evangelischer Präsident des Ökumenischen Kirchentags 2010, Katrin Göring-Eckardt, Präsidentin des 33. DEKT 2011, sowie Gerhard Robbers, Präsident des 34. DEKT 2013. Generalsekretärin des DEKT ist die evangelische Theologin Ellen Ueberschär, Kirchentagspastor – und als solcher unter anderem für die Liturgie des Eröffnungsgottesdienstes zuständig – Joachim Lenz.
Die Bremer Gäste des DEKT-Präsidiums mit ständigem Sitz in Fulda waren Brigitte Boehme, Präsidentin des Kirchenausschusses der BEK, Renke Brahms, Schriftführer der BEK, sowie Henner Flügger, Beauftragter der BEK für den Kirchentag 2009. Geschäftsführer waren Bernd Baucks, Hartwig Bodmann und stellvertretend Volker Knöll.

### Helferdienste

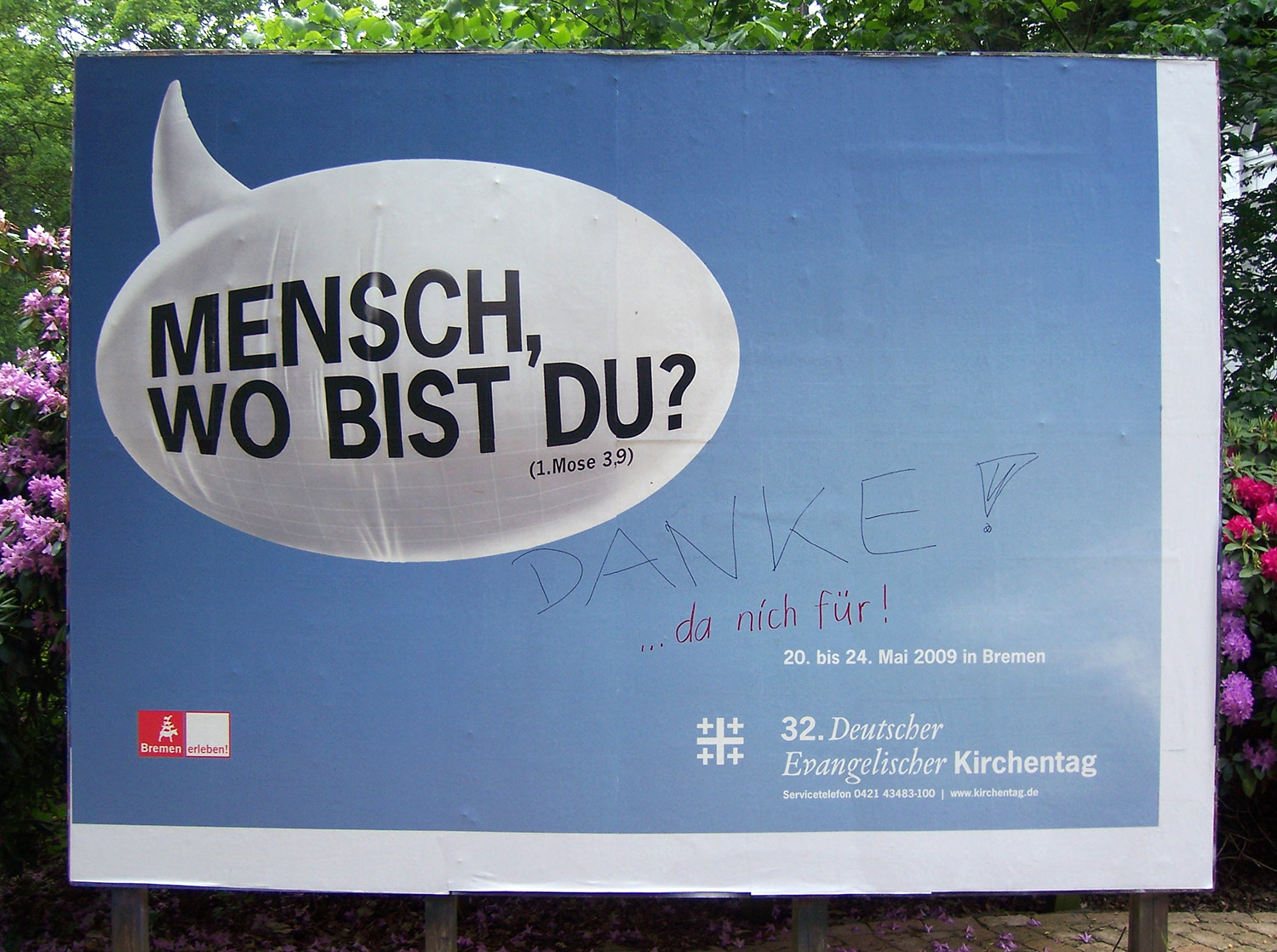
Dank an die Helfer (24. Mai am Forum Kirche, Hollerallee)

Zur Unterstützung des Kirchentags waren insgesamt 4678 freiwillige Helfer im Einsatz, wovon die meisten aus verschiedenen christlichen Pfadfinderbünden und -verbänden kamen. Zum „harten Kern“ der Helfer, die sich „HaKas“ nennen, gehörten 407 Freiwillige, die oft extra Urlaub genommen hatten und bereits bei mehreren Kirchentagen beteiligt waren. 16 Helfer waren als Fahrradkuriere unterwegs. 120 Fahrzeuge der Fahrbereitschaft waren mit 100 Fahrern rund um die Uhr im Einsatz. Sie transportierten alle Gegenstände und Personen, die für das Programm und dessen Ablauf benötigt wurden.
Die Helfer organisierten unter anderem die Mülltrennung, regelten den Einlass und den Ablauf der Veranstaltungen, beflaggten viele Veranstaltungsplätze und falteten rund 40.000 Papphocker. Sie versorgten den Kirchentag mit allen Materialien und Dingen, die für den Ablauf benötigt wurden, wie zum Beispiel Kerzen, Schreibpapier, Stifte, Funkgeräte, Feuerlöscher, Getränkekisten und Werkzeug. Darüber hinaus waren die Helfer unterstützend tätig beim Auf- und Abbau der Tribünen sowie bei Ordnerdiensten, Straßensperrungen und der Gästebetreuung.
Alle Helfer wurden voll verpflegt. Dazu wurde die erste Etage des ehemaligen Postverteilzentrums neben dem Hauptbahnhof in eine Großkantine umgebaut. Auf einer Fläche größer als ein Fußballfeld wurden Brauereigarnituren (hölzerne Klapptische mit passenden Sitzbänken) aufgestellt und an vier Doppeltresen die Mahlzeiten ausgegeben. Weitere Helferkantinen befanden sich im Überseehafen, Schuppen 1.

### Umweltkonzept
„Der Kirchentag ist seit 2007 nach dem Eco-Management and Audit Scheme (EMAS) zertifiziert. Er ist die erste regelmäßig stattfindende Großveranstaltung, die ihr Umweltmanagement-System so überprüfen lässt.“ Der Kirchentag beabsichtigt, den Restmüll-Anteil auf 30 Prozent zu reduzieren und setzt dazu unter anderem auf Mülltrennung, Mehrweg-Pfandsysteme und selbst mitgebrachtes Geschirr in den Quartieren. Außerdem strebe man möglichst fair und ökologisch hergestellte und gehandelte Verpflegung an, besonders aus der Region.

### Sponsoring
Die wichtigsten Geldgeber des DEKT 2009 waren die BEK (1 Million Euro), die Freie Hansestadt Bremen (7,5 Millionen Euro), die umliegenden Landeskirchen sowie das Bundesministerium des Innern. 25 größere Unterstützerfirmen und -organisationen wurden im Kirchentags-Programm mit Logo präsentiert, darunter lokale Unternehmen wie die Bremer Tageszeitungen AG oder die Sparkasse Bremen, aber auch religiös oder nichtreligiös orientierte deutsche Verbände und Unternehmen wie die Bank für Kirche und Diakonie, die Bruderhilfe Pax Familienfürsorge, die Volkswagen AG oder das Erste Deutsche Fernsehen, das den Kirchentag auf seinem Nachrichtensender Phoenix täglich mit ausgedehnten Sondersendungen begleitete. Weitere 30 Unternehmen, Stiftungen und Vereine waren zusätzlich als Unterstützer genannt.

### Größenordnungen
99.500 Dauerteilnehmer besuchten den DEKT 2009 nach Angaben des Kirchentags-Geschäftsführers Hartwig Bodmann. Die 103.000 verkauften Dauerkarten des Kölner Kirchentags 2007 wurden nicht erreicht. Für 40.000 erwartete Dauergäste von außerhalb standen Übernachtungsplätze zur Verfügung, darunter auch einzelne Besucher aus Neuseeland, Chile, den Vereinigten Staaten, von Réunion und vom Baikalsee. Das Kirchentagspublikum war mit 37,7 Lebensjahren durchschnittlich rund vier Monate jünger als in Köln 2007. Mit 7,5 Millionen Euro finanzierte Bremen etwas mehr als die Hälfte der Gesamtkosten des DEKT 2009; daran wurde von Seiten der Bremer Atheisten- und Freidenkerunion Kritik laut.
Rund 65.000 Menschen hörten auf der Bürgerweide das Konzert der Wise Guys A cappella für alle am 21. Mai. Mit 8.500 Teilnehmern war das Gespräch von Bundeskanzlerin Angela Merkel mit dem britischen Historiker Timothy Garton Ash am selben Tag zum Thema Menschenwürde und Demokratie eine der am besten besuchten Innen-Veranstaltungen in der voll besetzten Stadthalle Bremen, übertroffen von der am Folgetag dort abgehaltenen Bibelarbeit mit Margot Käßmann mit fast 9.000 Besuchern.

### Himmelsbrücke

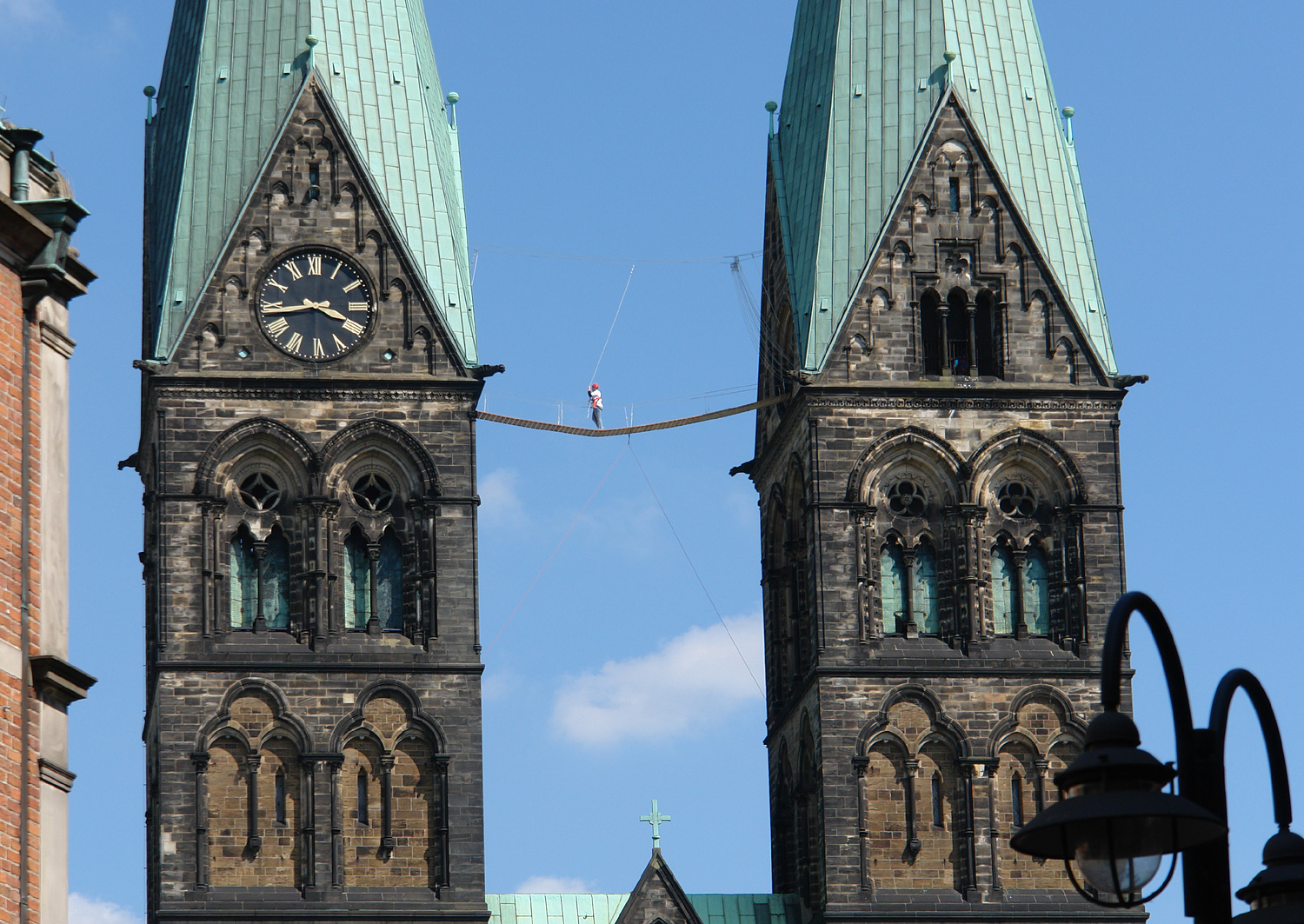
Himmelsbrücke

Eine spektakuläre Attraktion war die so genannte Himmelsbrücke zwischen den beiden Türmen des Bremer Doms. Die 13 Meter lange Hängebrücke, die in 65 Metern Höhe den Süd- und Nordturm verband, konnte von 200 Kirchentagsbesuchern begangen werden. Diese Aktion wurde von zahlreichen Zuschauern vor dem Dom und dem Rathaus verfolgt.
Angelegt wurde die Brücke von Profikletterern des Hochseilgartens aus dem Bremer Ortsteil Lesum.

### Resolutionen
Der 32. Deutsche Evangelische Kirchentag verabschiedete drei Resolutionen:
- Veranlasst durch das Zentrum Welthandel im Themenbereich 3 („Chancen für die Welt“) verabschiedete der Kirchentag zwei Resolutionen:
  - In einer Resolution, die an Gemeinderäte und Stadträte gerichtet ist, forderte der Kirchentag, Ausschreibungen von Baumaßnahmen mit Auflagen zu versehen, ausschließlich nicht durch Kinderarbeit produzierte Steine zu verwenden. Der Wortlaut lautet: Gemeinderäte und Städteräte sollen Ausschreibungen von Baumaßnahmen mit der Auflage versehen, dass für die Baumaßnahmen ausschließlich unabhängig zertifizierte Steine verwendet werden, die ohne Kinderarbeit hergestellt werden.[18]
  - In einer Resolution, die an Kirchengemeinden gerichtet ist, forderte der Kirchentag, die Friedhofssatzungen dahingehend zu verändern, dass nur noch zertifizierte Grabsteine, die nicht durch Kinderarbeit produziert wurden, verwendet werden dürfen. Die EKD, die Landessynoden, die Katholische Bischofskonferenz sowie das ZdK werden aufgefordert, sich intensiv mit diesem Thema zu beschäftigen. Der Wortlaut lautet: Kirchengemeinden werden aufgefordert, ihre Friedhofssatzungen dahingehend zu verändern, dass nur noch zertifizierte Grabsteine verwendet werden. Die EKD, die Landessynoden, die Katholische Bischofskonferenz und das ZdK sind aufgefordert, sich intensiv damit zu befassen.[19]
- Veranlasst durch die Gruppe „Mehr Demokratie e. V.“ im Marktbereich 2 („Perspektiven für die Gesellschaft“) des Marktes der Möglichkeiten fordert der Kirchentag in einer Resolution die Ermöglichung eines Volksentscheides auf Bundesebene durch den Bundestag. Der Wortlaut lautet: Das Grundgesetz liegt in Artikel 20, dass alle Staatsgewalt in „Wahlen und Abstimmungen“ ausgeübt wird. Ich fordere die Abgeordneten des Deutschen Bundestages auf, durch eine Ergänzung des Grundgesetzes sicherzustellen, dass künftig verbindliche Volksabstimmungen auch auf Bundesebene möglich sind.[20]

### Aufarbeitung im Bericht 2011 des Landesrechnungshofs
Im Juni 2011 stellte der Rechnungshof Bremen in seinem aktuellen Jahresbericht die Frage nach den Maßstäben der Kirchentagsfinanzierung durch das Land Bremen und kritisierte eine mangelnde Überprüfung des tatsächlichen Mittelbedarfs in der Vergabepraxis durch das zuständige Wirtschaftsressort im Senat. Bereits im Jahr 2002 hatte der Senat trotz der im Verhältnis geringen Zahlungskraft der BEK als Landeskirche eine Förderung des Kirchentags in Bremen mit öffentlichen Mitteln in Aussicht gestellt. Dadurch musste Bremen im Vergleich zur gemeinsamen Finanzierung des vorhergehenden Kirchentags 2007 durch Köln und Nordrhein-Westfalen rund 2,8 Millionen Euro mehr aufbringen. Die Aufarbeitung des Kirchentags führte den Rechnungshof zu dem Schluss, dass es angesichts von Haushaltsnotlage und Sparverpflichtung des Landes Bremen auf absehbare Zeit keinen Raum mehr für die Finanzierung vergleichbarer Veranstaltungen gebe.